# Paul Guilfoyle (ur. 1949)
Paul Guilfoyle (ur. 28 kwietnia 1949 w Bostonie) – amerykański aktor filmowy i telewizyjny.

## Filmografia
- Kaczor Howard (Howard the Duck, 1986) jako porucznik Welker
- Billy Galvin (1986) jako Nolan
- Roanoak  (1986)
- Trzech mężczyzn i dziecko (Three Men and a Baby, 1987) jako Vince
- Gliniarz z Beverly Hills II (Beverly Hills Cop II, 1987) jako Nikos Thomopolis
- Wall Street (1987) jako Stone Livingston
- Internal Affairs (1988) jako The Watcher
- Wąż i tęcza (The Serpent and the Rainbow, 1988) jako Andrew Cassedy
- Maklerzy (Dealers, 1989) jako Lee Peters
- Sprzedawca cadillaków (Cadillac Man, 1990) jako Mały Jack Turgeon
- Local Stigmatic, The  (1990)
- Ciekawość to pierwszy stopień do piekła (Curiosity Kills, 1990) jako Ortley
- Barwy Prawdy (True Colors, 1991) jako John Laury
- Mecenas Darrow (Darrow, 1991) jako Bert Franklin
- Unnatural Pursuits  (1991)
- Diagnoza zbrodni (Final Analysis, 1992) jako Mike O’Brien
- Those Secrets (1992) jako Leonard
- Chłopcy mamusi (Mother’s Boys, 1993) jako Mark Kaplan
- Nagi w Nowym Jorku (Naked in New York, 1993) jako Roman
- Pani Doubtfire (Mrs. Doubtfire, 1993) jako szef kuchni
- West Point. Rocznik 61 (Class of ’61, 1993)
- Mała Odessa (Little Odessa, 1994) jako Boris Volkoff
- Quiz Show (1994) jako Lishman
- Gospa (1995) jako Miodrag Dobrović
- Więźniowie nieba (Heaven’s  Prisoners, 1996) jako detektyw Magelli
- Krytyczna terapia (Extreme Measures, 1996) jako dr Jeffrey Manko
- Okup (Ransom, 1996) jako Wallace
- Striptiz (Striptease, 1996) jako Malcolm Moldovsky
- Kanapa w Nowym Jorku (Un divan a New York, 1996) jako Dennis
- September (1996) jako Conrad
- Tajemnice Los Angeles (L.A. Confidential, 1997) jako Mickey Cohen
- Air Force One (1997) jako Lloyd Shepherd
- Droga do raju: Nieznana historia zamachu na WTC (Path to Paradise: The Untold Story of the World Trade Center Bombing, 1997) jako Lou Napoli
- Amistad (1997) jako Adwokat
- Twardy glina (One Tough Cop, 1998) jako Frankie Salvano
- Barwy kampanii (Primary Colors, 1998) jako Howard Ferguson
- Dociekliwy detektyw (Exiled, 1998) jako Sammy Kurtz
- Entropia  (Entropy, 1999) jako Andy
- Zagubione serca (Random Hearts, 1999) jako Dick Montoya
- W moich snach (In Dreams, 1999) jako Det. Jack Kay
- Wszędzie byle nie tu (Anywhere But Here, 1999) jako George Franklin
- CSI: Kryminalne zagadki Las Vegas (2000) jako kapitan Jim Brass
- Człowiek firmy (Company Man, 2000) jako oficer Hickle
- Blessed Art Thou (2000) jako Francis
- Zawód: szpieg (Secret Agent Man, 2000) jako Brubeck
- Dziewiąta sesja (Session 9, 2001) jako Bill Griggs
- Hemingway, the Hunter of Death (2001) jako Alex Smith
- Na żywo z Bagdadu (Live From Baghdad, 2002) jako Ed Turner
- Coyote Waits (2003) jako agent FBI Jay Kennedy
- Wenecki spisek (Tempesta) (2004) jako Taddeo Rossi
- Star Trek Discovery (2020) jako Carl/Guardian of Forever (odc. Terra Firma, part 1/2)